# Diòcesi de Satrianum
La diòcesi de Satrianum (en llatí: Dioecesis Satrianensis) va ser una diòcesi de l'Església catòlica, suprimida en 1818. Actualment és una seu titular episcopal.

## Territori
La diòcesi comprenia l'antiga ciutat medieval de Satrianum, en l'actual municipi de Satriano di Lucania, i el territori circumdant. D'aquesta ciutat avui no en queda res i hi ha algunes excavacions arqueològiques, que han donat a la llum les restes de la catedral, dedicada a Sant Esteve Protomàtir, i de diversos ambients connectats, identificats amb el palau episcopal.
Abans de la supressió, la diòcesi estava constituïda per només 6 parròquies: tres a Caggiano i una a Sant'Angelo Li Fratte, Sàlvia (avui Savoia) i Pietrafesa (avui Satriano de Lucania), respectivament.

## Història
La diòcesi està documentada per primera vegada en una butlla del papa Urbà II, del 20 de juliol de 1098, on apareix entre les sufragànies de l'arxidiòcesi de Conza. El primer bisbe conegut va ser Joan, esmentat en un diploma normand de 1108. Un homònim està documentat en un altre paper de 1135. Després d'ells, es coneix el bisbe Pere, que va prendre part en el Concili del Laterà III del 1179.
L'historiador lucano Giacomo Racioppi, amb base en documents grecs del segle xii, diu que la ciutat de Satriano possiblement va tenir colons romans d'Orient, del que es dedueix que els primers bisbes de Satriano fossin de ritu bizantí. Amb els normands la diòcesi adoptaria el ritu llatí. Segons les fonts literàries, Satrianum va ser rasafs al sòl per ordre de la reina Joana II de Nàpols, en 1430; successivament va ser abandonada a causa del terratrèmol que va devastar tot el territori en 1456. Fins a 1525 la seu temporal de la diòcesi va ser Sant'Angelo Le Fratte on hi van viure algun temps els bisbes.
El 19 de juny de 1525 amb la butlla Pro excellenti praeeminentia, del papa Climent VII, va ser erigida la diòcesi de Campània, a la cua va ser unida aeque principaliter la de Satriano. No obstant això, els metropolites tenien pertinences diferents: Campània depenia de la arxidiòcesi de Salern, mentre que Satriano va quedar sotmesa a Conza.
El 27 de juny de 1818, la seu de Satriano va ser suprimida amb la butlla De utiliori, del papa Pius VII i el seu territori unit al de la diòcesi de Campània. Des de 1968 Satriano és una seu episcopal titular de l'Església catòlica; l'actual bisbe titular és Patrick Coveney, nunci apostòlic.

## Episcopologi

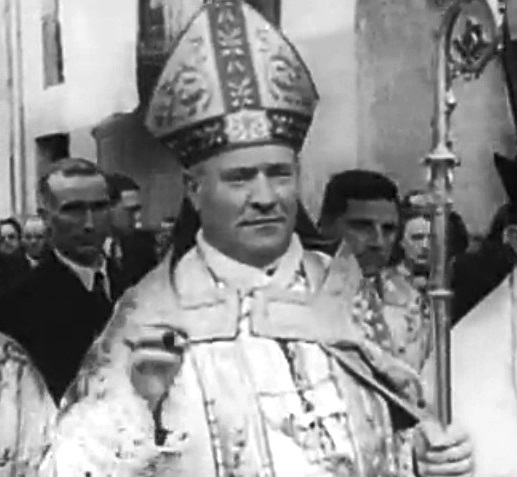
Ramon Iglesias i Navarri, primer bisbe titular de Satriano entre 1960 i 1970.

### Bisbes de Satrianum
- Joan I † (mencionat en 1108)[3]
- Joan II † (mencionat en 1135)
- Pere † (mencionat en 1179)
- Fèlix † (mencionat en 1208)
- Anònim † (mencionat en 1215)
- Anònim † (1222-?)
- Nicola † (1223-1224)
- Leone, O.Cist. † (1267-1273)
- Lorenzo † (ca. 1284-1303)
- Francesco † (1304-1314)
- Arduino † (1314-1332)
- Francesco da Spoleto, O.F.M. † (1332-1348)
- Giovanni III † (1348-1369)
- Angelo Bartolomeo † (1369-1377)
- Tommaso † (1388-?)
  - Guglielmo di Sant'Angelo † (1388-?) antibisbe
- Riccardo ? † (1401-?)
  - Antonio Panciera † (1419-1420) administrador apostòlic
- Andrea da Venezia, O.P. † (1420-1439)
- Pietro † (1439-?)
- Giacomo, O.S.B. † (1443-?)
- Pietro Orseoli † (1474-2483)
- Ladislao † (1483-1484)
- Giorgio, O.S.B. † (1484-1491)
- Tommaso di Acayre, O.P. † (1491-?)
- Agostino Orti, O.P. † (1500-1521)
- Cherubino Caietano, O.P. † (1521-1525)
  - Seu unida a Campagna (1525-1818)

### Bisbes titulares
- Ramon Iglesias i Navarri † (1960-1970)
- Paul Augustin Mayer, O.S.B. † (1872-1985)
- Patrick Coveney (1985-2022)
- Emilio Nappa (2022-titular)